# Marc Verwilghen
Marc Ernest Elisabeth Robert Juliette Verwilghen (Dendermonde, 21 september 1952) is een Belgisch advocaat en voormalig politicus voor de PVV en diens opvolger (Open) VLD.

## Biografie
Marc Verwilghen doorliep de Latijn-Griekse humaniora in het Koninklijk Atheneum te Dendermonde, vervolgens behaalde hij zijn kandidatuur in de rechten aan de Vrije Universiteit Brussel en in 1975 zijn licentiaat in de rechten aan de Rijksuniversiteit Gent. Sinds 1975 is hij werkzaam als advocaat.

### Politiek
In oktober 1982 werd Verwilghen voor de liberale PVV verkozen tot gemeenteraadslid van Dendermonde. Hij bleef dit tot in juli 1999 en was van 1989 tot 1994 fractieleider voor zijn partij in de Dendermondse gemeenteraad. Daarna was hij van 1995 tot 1999 schepen van Financiën. Eind 2000 verhuisde Verwilghen naar Knokke-Heist, waar hij van januari tot augustus 2007 gemeenteraadslid was.
In november 1991 werd hij voor het arrondissement Dendermonde verkozen in de Kamer van volksvertegenwoordigers. Hij werd er van 1991 tot 1992 secretaris en lid van de commissies Justitie (1992-1995), de commissie met Problemen inzake Handels- en Economisch Recht (1992-1995) en de commissie Bedrijfsleven, Wetenschapsbeleid, Onderwijs en Nationale Wetenschappelijke en Culturele Instellingen (1993-1995). Door het toen bestaande dubbelmandaat zetelde Verwilghen van januari 1992 tot mei 1995 automatisch ook in de Vlaamse Raad, de voorloper van het Vlaams Parlement. Daar was hij van 1992 tot 1994 lid en van 1994 tot 1995 secretaris van de commissie Leefmilieu en Natuurbehoud.
Bij de verkiezingen van mei 1995, de eerste waarbij het Vlaams Parlement rechtstreeks werd gekozen, opteerde Verwilghen voor het federale niveau en werd hij voor het kiesarrondissement Dendermonde-Sint-Niklaas herkozen in de Kamer. In de legislatuur 1995-1999 was hij er, met een onderbreking tussen 1996 en 1998, voorzitter van de Kamercommissie Justitie. Tijdens zijn periode als federaal volksvertegenwoordiger was Verwilghen tevens lid van de parlementaire onderzoekscommissie Mensenhandel (1992-1994) en van 1996 tot 1998 voorzitter van de onderzoekscommissies Dutroux-Nihoul en Vermoorde en Vermiste Kinderen, een functie waarin hij een grote zichtbaarheid genoot en nationale populariteit verwierf. Ook was hij onderhandelaar bij het Octopusakkoord en de Wet voor een Geïntegreerde politie, die op 7 december 1998 tot stand kwam. 
Bij de verkiezingen van juni 1999 werd Verwilghen tweede op de Senaatslijst van VLD. Hij werd verkozen tot rechtstreeks gekozen senator met de sterkste persoonlijke score op de lijst, met nog meer stemmen dan lijsttrekker Guy Verhofstadt, die na de verkiezingen premier werd. In de regering-Verhofstadt I was Verwilghen van 12 juli 1999 tot 11 juli 2003 minister van Justitie. Na de verkiezingen van mei 2003, waarbij hij werd verkozen tot Kamerlid voor de kieskring West-Vlaanderen, werd hij van 12 juli 2003 tot 17 juli 2004 minister van Ontwikkelingssamenwerking in de regering-Verhofstadt II. Nadat zijn partijgenote Fientje Moerman overstapte naar de Vlaamse regering, was Verwilghen van 18 juli 2004 tot 20 december 2007 minister van Economische Zaken, Buitenlandse Handel, Wetenschapsbeleid en Energie. 
Na zijn ministerschap zetelde Verwilghen van 2007 tot 2010 als rechtstreeks gekozen senator in de Senaat. Hij was er in 2007 even voorzitter van de commissie Justitie en was van 2007 tot 2010 ondervoorzitter van de Senaat. Bij de verkiezingen van juni 2010 besloot hij niet meer op te komen en verliet hij de actieve politiek.

### Na de politiek
Na zijn politieke carrière legde Verwilghen zich weer toe op zijn advocatenkantoor.
In 2013 werd hij onafhankelijk bestuurder van de Luxemburgse holding GMH van de omstreden en voor corruptie veroordeelde Brits-Iraakse zakenman Nadhmi Auchi. Verwilghen zelf zag geen graten in zijn bestuursfunctie. Hij bleef bestuurder tot 2022.
Ook ging Verwilghen aan de slag bij The European Azerbaijan Society (TEAS) België, later omgedoopt tot TEAS Benelux, waarvan hij in december 2014 directeur voor de Benelux werd. TEAS is een lobbyorganisatie die de culturele en handelsrelaties met Azerbeidzjan probeert te bevorderen. In september 2017 stopte Verwilghen bij TEAS wegens het bereiken van de pensioengerechtigde leeftijd van 65 jaar en omdat zijn arbeidsovereenkomst, die liep tot 30 september 2017 ophield.

## Onderscheidingen
In 1998 werd hij doctor honoris causa aan de Universiteit Gent en in 2002 professor honoris causa aan de Universiteit van Santo-Domingo op de Dominicaanse Republiek.
Sinds 6 juni 2010 is hij grootofficier in de Leopoldsorde.

## Publicaties
- "Het V-Plan" (Veiligheidsplan van de VLD - 1999)
- "Over bruggen bouwen" - 1999